# 4 Dywizja Rakietowa
4 Harbińska Dywizja Rakietowa – związek taktyczny Wojsk Rakietowych Przeznaczenia Strategicznego Związku Radzieckiego, następnie – Rosji. Jednostki dywizji rozmieszczone były w  Gornyj w obwodzie czytyjskim. Miejscowość ta znana jest pod nazwą Uljetowsk-45, faktycznie jest to miasto zamknięte ZATO Drowianaja. Pozostałe rejony dyslokacji, to miejscowości Czyta-46 i Czyta-47.

## Zarys historyczny
Na podstawie dyrektywy Ministra Obrony ZSRR nr org./59003 z 25 maja 1960 oraz rozkazu Głównodowodzącego Wojsk Rakietowych Przeznaczenia Strategicznego ZSRR nr 866414 z 4 czerwca 1960 – z dniem 1 grudnia 1960 na bazie 116 Brygady Artylerii, jednostek 46 Dywizji Pancernej, 36 i 98 szkół mechaników Wojsk Lotniczych oraz Zabajkalskiej Szkoły Lotniczej w mieście Nerczyńsk w obwodzie czytyjskim została sformowana 119 Brygada Rakietowa. Dowódcą brygady został Bohater Związku Radzieckiego płk Iwan Tiurin. W skład brygady weszły cztery pułki rakietowe – jednostki wojskowe nr 33952, 54024, 44127 i 54278. Sztab związku taktycznego stacjonował w mieście Nerczyńsk, a w 1964 został przeniesiony do miejscowości Dolino w obwodzie czytyjskim. Od 1965 dowództwo i sztab ZT stacjonowały w m. Gornyj (Drowianaja) położonej w odległości 98 km od Czyty.
29 maja 1961 dowództwo 119 Brygady Rakietowej na podstawie dyrektywy Ministra Obrony ZSRR nr org./9/59215 z 5 kwietnia 1961 zostało przeformowane w 4 Dywizję Rakietową (JW 44039) włączoną w skład 8 Samodzielnego Korpusu Rakietowego.
W październiku 1961 dywizji nadano nazwę wyróżniającą "Harbińska" - jako kontynuatorce tradycji bojowych 46 Harbińskiej Dywizji Pancernej.
Dywizja została wyposażona w międzykontynentalne kompleksy rakietowe R-16U (8K64; NATO: SS-7 Saddler) ze stanowiskami startowymi naziemnymi oraz w silosach. Stan osobowy pułków rakietowych został przeszkolony na państwowym poligonie rakietowym Bajkonur. Pierwszy dywizjon rakietowy rozpoczął pełnienie dyżuru bojowego z dniem 5 marca 1963. W kwietniu 1964 w skład dywizji zostały włączone dwa kolejne pułki rakietowe. W tym okresie pułki dysponowały piętnastoma stanowiskami startowymi (9 w silosach i 6 naziemnych). Jednostki bojowe rozmieszczono na zamkniętym obszarze o powierzchni 400 km kwadratowych pomiędzy łańcuchami Gór Jabłonowych oraz Gór Czerskiego w dolinie rzek Ingoda i Olenguj.
W maju 1964 w dywizji rozpoczęto prace nad budową pozycji startowych dla nowego kompleksu rakietowego UR-100 (8K84; NATO: SS-11 mod.1 Sego). Pierwszy pułk wyposażony w te rakiety rozpoczął dyżur bojowy 24 listopada 1966. Decyzją Głównodowodzącego Wojsk Rakietowych Przeznaczenia Strategicznego ZSRR w skład dywizji włączono trzy kolejne pułki rakietowe. W sierpniu 1967 wszystkie pułki dywizji pełniły dyżury bojowe. Stanowiska dowodzenia pułków zostały wyposażone w zautomatyzowane systemy dowodzenia „Sygnał”.
W 1967 jeden z pułków dywizji (JW 69796) został usamodzielniony i wyposażony w rakiety operacyjno-taktyczne TR-1 Temp (R-900, 9K76; NATO: SS-12 Scaleboard). W 1968 pułk przeniesiono do Zabajkalskiego Okręgu Wojskowego i przeformowano we frontową brygadę rakietową.
W 1970 w związku z przeformowaniem 8 Samodzielnego Korpusu Rakietowego w 53 Czytyjską Armię Rakietową – dywizja została włączona w skład armii.
W 1973 dywizja została wyposażona w nowy zmodernizowany typ rakiet balistycznych UR-100K (15A20; NATO: SS-11 mod.2 Sego). Jednocześnie ze składu dywizji wyłączono i rozformowano 3 pułki rakietowe wyposażone w rakiety R-16U. Dywizja wzięła udział w dwóch ćwiczeniach armijnych, w trakcie których przeprowadzono szkolno-bojowe starty rakiet UR-100K - "Wostok-74" i "Wostok-75".
W 1976 na uzbrojenie dywizji wprowadzono rakiety średniego zasięgu RSD-10 „Pionier”.
Poważnym wyzwaniem dla dywizji był udział w wielkich ćwiczeniach strategicznych kierowanych przez ministra obrony ZSRR pod kryptonimem „Wostok-81”. W trakcie ćwiczeń jeden z pułków dywizji odbył 160-kilometrowy marsz połączony z forsowaniem przez mobilne kompleksy rakietowe „Pionier” rzeki Ingoda, następnie grzbietu Gór Jabłonowych – wreszcie po osiągnięciu wyznaczonej pozycji przeprowadził pomyślnie trzy szkolno-bojowe starty rakiet „Pionier”. Pociski osiągnęły wyznaczone cele na kamczackim poligonie rakietowym Kura.
W 1988 w związku z podpisaniem układu o likwidacji rakiet średniego i bliskiego zasięgu zostały wycofane z dyżurów bojowych oraz rozformowane trzy pułki rakietowe ze składu dywizji. Jeden z pułków został przekazany do składu dywizji stacjonującej w Joszkar-Oła. W okresie od 26 sierpnia do 29 grudnia 1988 dywizja po raz pierwszy w historii Wojsk Rakietowych Przeznaczenia Strategicznego pod kontrolą grup inspekcyjnych USA przeprowadziła 36 startów rakiet RSD-10 "Pionier" - w celu ich likwidacji. W latach 1992–1994 w związku z układem o ograniczeniu zbrojeń strategicznych – ze składu dywizji Harbińskiej wycofane zostały trzy kolejne pułki rakietowe.
W 1995 na uzbrojenie dywizji przekazano nowy typ rakiet międzykontynentalnych – RT-2PM „Topol”. W składzie dywizji były wówczas dwa pułki z 18 stanowiskami startowymi.
Na podstawie dyrektywy I zastępcy ministra obrony Federacji Rosyjskiej nr 314/3/0839 z 14 listopada 2001 rozpoczęto przygotowania do rozformowania i likwidacji 4 Harbińskiej Dywizji Rakietowej. Ostatecznie dywizję rozformowano w październiku 2002. Obiekty infrastruktury przekazano wojskom Syberyjskiego Okręgu Wojskowego.

## Skład
- Dowództwo i sztab dywizji (JW 44039). 
  - Dowódca dywizji
  - I zastępca dowódcy dywizji
  - Szef sztabu dywizji
  - Zastępca dowódcy dywizji do spraw wychowawczych
  - Zastępca dowódcy dywizji do spraw uzbrojenia rakietowego – główny inżynier
  - Szef tyłów dywizji
  - Stanowisko dowodzenia
  - Wydział operacyjny
  - Wydział organizacyjno-mobilizacyjny
  - Wydział gotowości bojowej
  - Wydział kultury fizycznej i sportu
  - Wydział przygotowania danych
  - Wydział kontroli pomiarów i zabezpieczenia astronomiczno-geodezyjnego
  - Wydział bezpieczeństwa służby wojskowej
  - Wydział łączności
  - Wydział łączności specjalnej
  - Wydział zabezpieczenia tajemnicy
  - Wydział kadr
  - Wydział pracy wychowawczej
  - Centrum pomocy psychologicznej i rehabilitacji
  - Służba uzbrojenia rakietowego
  - Służba inżynieryjna
  - Służba tyłów
  - Służba zaopatrzenia
  - Służba inżynieryjno-techniczna
  - Służba samochodowa
  - Służba chemiczna
  - Służba medyczna
- samodzielny batalion zabezpieczenia bojowego (JW 44039-A).
- szkoła młodszych specjalistów - dywizjon szkolny (JW 44039-B).
- centrum obliczeniowe (JW 44039-C).
- grupa eksploatacyjno-remontowa (JW 44039-K).
- baza zabezpieczenia materialno-bytowego (JW 44039-N).
- orkiestra dywizyjna (JW 44039-O).
- 88 samodzielny batalion eksploatacyjno-remontowy (JW 44039-T).
- 246 samodzielna kompania ochrony i zwiadu (JW 44039-SZCZ).
- 37 pułk rakietowy (JW 95818). Włączony w skład dywizji w 1966. Wyposażony w kompleksy rakietowe UR-100. Od 1974 – RSD-10, następnie RT-2PM „Topol”. Rozformowany w 2002 jako ostatni pułk w dywizji.
- 68 pułk rakietowy (JW 77190). Włączony w skład dywizji w 1966. Wyposażony w kompleksy rakietowe UR-100. Rozformowany w 1992.
- 205 pułk rakietowy (JW 74830). Włączony w skład dywizji w 1966. Wyposażony w kompleksy rakietowe UR-100. Rozformowany w 1993.
- 345 pułk rakietowy (JW 01097). Włączony w skład dywizji w 1979. Wyposażony w kompleksy rakietowe RSD-10. W 1988 przekazany do składu 29 Dywizji Rakietowej w m. Szawle jako JW 40883.
- 497 pułk rakietowy (JW 33952). Włączony w skład ZT w 1960. Wyposażony w kompleksy R-16, następnie – UR-100. Rozformowany w 1993.
- 498 pułk rakietowy (JW 54024). Włączony w skład ZT w 1960. Wyposażony w kompleksy R-16. W 1965 przekazany do składu 47 Dywizji Rakietowej w ZATO Ołowiannaja.
- 523 pułk rakietowy (JW 44127). Włączony w skład ZT w 1960. Wyposażony w kompleksy R-16. W 1969 przekazany do składu 38 Dywizji Rakietowej w m. Dierżawinsk-1.
- 524 pułk rakietowy (JW 34278). Włączony w skład ZT w 1960. Wyposażony w kompleksy rakietowe UR-100, następnie RT-2PM „Topol”. Rozformowany w 2002 jako jeden z ostatnich pułków dywizji.
- 551 pułk rakietowy (JW 49518). W 1977 przekazany ze składu 47 Dywizji Rakietowej. Wyposażony w kompleksy RSD-10. Rozformowany w 1988.
- 697 pułk rakietowy (JW 07387). W składzie dywizji od 1964. Wyposażony w kompleksy R-16, następnie RSD-10. W 1988 przekazany do składu 14 Dywizji Rakietowej w Joszkar-Oła.
- 720 pułk rakietowy (JW 12412). W składzie dywizji od 1964. Wyposażony w kompleksy R-16, następnie RSD-10. Rozformowany w 1988.
- 775 pułk rakietowy (JW 57345). W składzie dywizji od 1964. Wyposażony w kompleksy R-16, następnie RSD-10. Rozformowany w 1988.
- samodzielny pułk rakietowy (JW 69796). W składzie dywizji od 1967. Wyposażony w kompleksy „Temp”-S. W 1968 przekazany do składu Zabajkalskiego OW i przeformowany w 124 Brygadę Rakietową.
- pułk rakietowy (JW 68531). W składzie dywizji od 1964. Wyposażony w kompleksy R-16. W 1969 przekazany do składu 57 Dywizji Rakietowej w m. Żangiz-Tobe.
- pułk rakietowy. W składzie dywizji od 1964. Wyposażony w kompleksy R-16. Rozformowany w 1969.
- 2422 techniczna baza rakietowa (JW 93402).
- 1526 baza techniczno-remontowa (JW 54160).
- 2582 baza remontu środków łączności (JW 40248).
- 550 samodzielny dywizjon artylerii przeciwlotniczej (JW 49488).
- samodzielny batalion łączności (JW 03482).
- samodzielny batalion inżynieryjno-saperski (JW 03337).
- batalion eksploatacyjno-techniczny (JW 03322).
- samodzielny batalion samochodowy (JW 03343).
- oddział budownictwa i remontów (JW 73913).
- garnizonowa administracja mieszkań (JW 42329).
- 137 samodzielna eskadra śmigłowców (JW 52639).
- 201 szpital wojskowy (JW 74208).

## Dowódcy dywizji
- 4 sierpnia 1960 – 24 czerwca 1968 – gen. mjr Iwan Tiurin
- 24 czerwca 1968 – 8 stycznia 1972 – gen. mjr Wasilij Szirokow
- 8 stycznia 1972 – 9 lipca 1976 – gen. mjr Gieorgij Nowikow
- 9 lipca 1976 – 14 kwietnia 1981 – gen. mjr Wiktor Kłoczkow
- 14 kwietnia 1981 – 26 stycznia 1985 – gen. mjr Nikołaj Łastoczkin
- 26 stycznia 1985 – 6 listopada 1985 – gen. mjr Aleksiej Kriżko
- 6 listopada 1985 – 8 lutego 1990 – gen. mjr Władimir Szapowałow
- 8 lutego 1990 – 31 maja 1993 – gen. mjr Aleksandr Łukin
- 23 czerwca 1993 – 14 sierpnia 1995 – gen. mjr Siergiej Chutorcew
- 14 sierpnia 1995 – 1999 – gen. mjr Władimir Martynow
- 1999 – 2002 – gen. mjr Siergiej Arzamascew